# We'll Live and Die in These Towns
We'll Live and Die in These Towns — дебютний студійний альбом британського рок-гурту The Enemy, що вийшов 9 липня 2007 року під лейблом Warner Bros. Records. Альбом посів 1 місце у British album charts і 34 у World Album Chart. Також альбом було визнано платиновим. У 2007 році було продано 222 тисячі копій альбому, а вже у лютому 2008 року кількість зросла до 300 тисяч. Пісня «Aggro» була помічена у грі Guitar Hero World Tour.

## Список композицій
1. «Aggro» — 3:25
2. «Away From Here» — 3:02
3. «Pressure» — 3:18
4. «Had Enough» — 2:39
5. «We'll Live and Die in These Towns» — 3:54
6. «You're Not Alone» — 3:44
7. «It's Not OK» — 3:35
8. «Technodanceaphobic» — 2:34
9. «40 Days and 40 Nights» — 3:36
10. «This Song» — 4:25
11. «Happy Birthday Jane» — 2:59

Бонус
1. «Five Years» (кавер David Bowie) — 4:31
2. «Fear Killed the Youth of our Nation» — 3:31

## Кліпи
- «40 Days and 40 Nights» (2006)
- "It's Not OK (2006)
- «Away from Here» (2007)
- «Had Enough» (2007)
- «You're Not Alone» (2007)
- «We'll Live and Die in These Towns» (2008)
- «This Song» (2008)